# STS-40
La STS-40 è una missione spaziale del Programma Space Shuttle.

## Equipaggio
- Comandante: Bryan D. O'Connor (2)
- Pilota: Sidney M. Gutierrez (1)
- Specialista di missione 1: James P. Bagian (2)
- Specialista di missione 2: Tamara E. Jernigan (1)
- Specialista di missione 3: M. Rhea Seddon (2)
- Specialista del carico utile 1: F. Drew Gaffney (1)
- Specialista del carico utile 2: Millie Hughes-Fulford (1)

Tra parentesi il numero di voli spaziali completati da ogni membro dell'equipaggio, inclusa questa missione.

## Parametri della missione
- Massa:
  - Navetta al rientro: 102.283 kg
  - Carico utile: 12.374 kg
- Perigeo: 287 km
- Apogeo: 296 km
- Inclinazione: 39°
- Periodo: 1 ora, 30 minuti e 24 secondi